# Étagnac
Étagnac (okzitanisch Estanhac) ist ein Ort und eine aus mehreren Weilern (hameaux) und Einzelgehöften bestehende Gemeinde mit 987 Einwohnern (Stand 1. Januar 2022) im äußersten Nordosten des westfranzösischen Départements Charente in der Region Nouvelle-Aquitaine. Étagnac gehört zur historischen Provinz des Angoumois, obwohl sowohl landschaftliche als auch kulturelle Bezüge zum benachbarten Limousin vorhanden sind.

## Lage
Der Ort Étagnac liegt am Nordrand des uralten Meteoritenkraters von Rochechouart-Chassenon in einer Höhe von etwa 250 m ü. d. M. nahe der Grenze zum Limousin. Im Norden der alten Kulturlandschaft des Angoumois in geringer Entfernung zum Département Haute-Vienne gelegen, ist der Ort etwa 64 km (Fahrtstrecke) in nordöstlicher Richtung von der Stadt Angoulême entfernt; bis nach Limoges sind es dagegen nur ca. 41 km in östlicher Richtung. Das vom Atlantik und vom Zentralmassiv gleichermaßen bestimmte Klima ist gemäßigt; Regen fällt verteilt über das ganze Jahr.

## Bevölkerungsentwicklung
| Jahr      | 1800 | 1851 | 1901 | 1954  | 1999 | 2013 |
| Einwohner | 1260 | 1605 | 1506 | 1.041 | 981  | 947  |

Der kontinuierliche Bevölkerungsrückgang im 20. Jahrhundert ist im Wesentlichen auf die zunehmende Mechanisierung der Landwirtschaft und den damit einhergehenden Verlust an Arbeitsplätzen zurückzuführen.

## Wirtschaft
Der Ort und seine Umgebung waren jahrhundertelang landwirtschaftlich geprägt; die meisten Menschen lebten als Selbstversorger von den Erträgen ihrer Felder und Gärten; auch Viehzucht wurde betrieben. Im Ort selbst ließen sich Handwerker, Kleinhändler und Dienstleister nieder. Bis zum Jahr 1932 wurde beim Weiler Lussac Antimon abgebaut. Seit den 1960er Jahren spielt der Tourismus in Form der Vermietung von Ferienwohnungen (gîtes) eine nicht unbedeutende Rolle im Wirtschaftsleben der Gemeinde.

## Geschichte
Ein im Jahr 1912 zerstörter Brückenpfeiler weist darauf hin, dass in der Antike wahrscheinlich eine Römerstraße von Poitiers (Pictavium) nach Périgueux (Vesunna) durch das Gemeindegebiet führte. Auch andere Zeugnisse wie Scherben von Keramik und Dachziegeln (tegulae) legen eine Besiedlung in römischer Zeit nahe.
Im 12. Jahrhundert gründete der im Jahr 1772 aufgelöste Orden der Grammontenser nahe der Vienne ein Priorat, von dem noch die schlichte Kapelle erhalten ist.

## Sehenswürdigkeiten

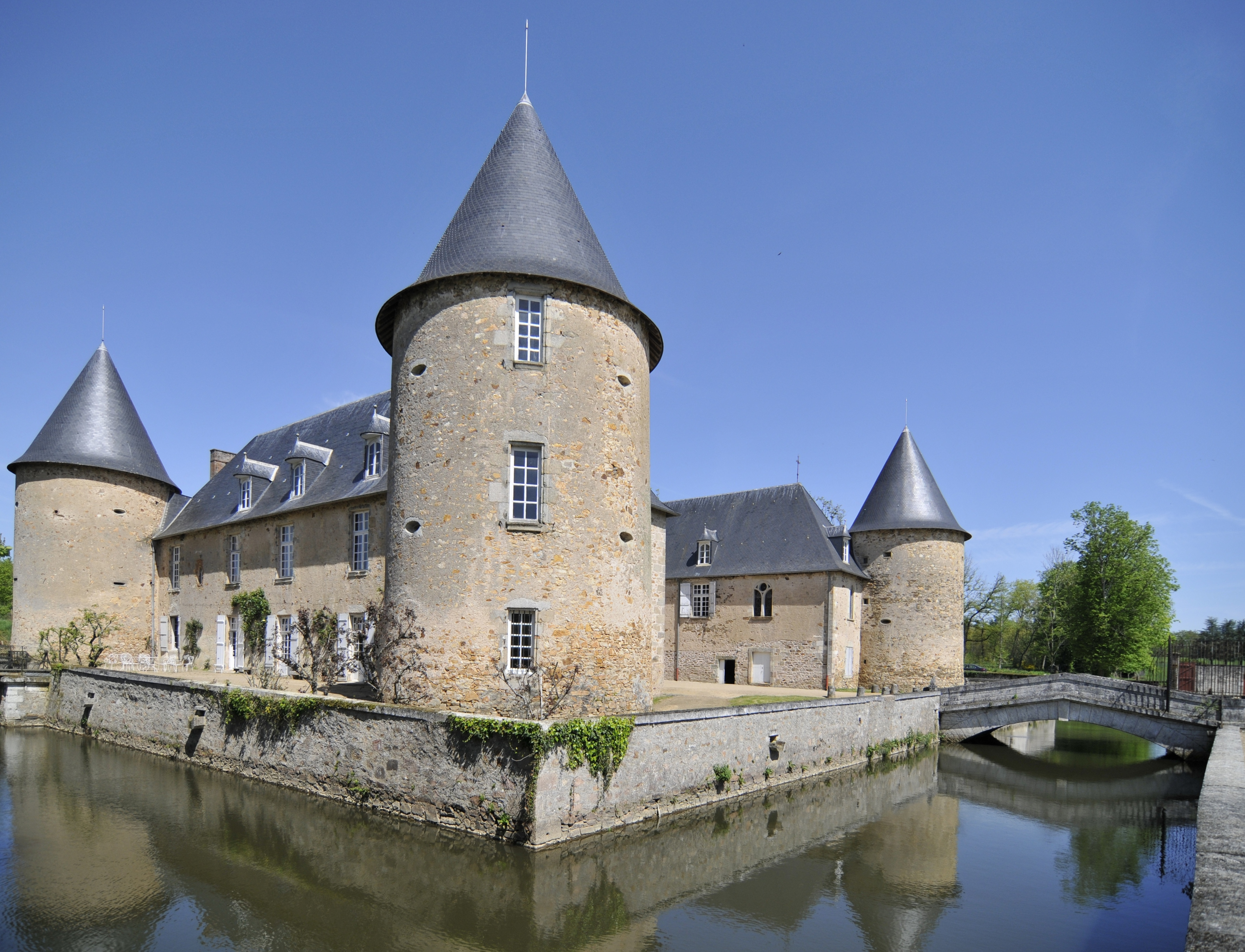
Chateau de Rochebrune

- Die Pfarrkirche St-Pierre-aux-liens entstand im 12. Jahrhundert aus Bruchsteinen; sie wurde jedoch im 15. Jahrhundert vergrößert. Außerdem sicherte man die Mauern der gewölbten Apsis durch Strebepfeiler aus exakt behauenen Steinen. Die schmalen Fenster und der mächtige Vierungs- bzw. Glockenturm deuten auf eine gewisse Wehrhaftigkeit des Bauwerks hin.
- Die aus Bruchsteinen errichtete Markthalle (halle) stammt aus dem 19. Jahrhundert.

### Umgebung
- Zirka einen Kilometer östlich des Ortes steht das bereits um das Jahr 1100 begonnene, jedoch erst im 16./17. Jahrhundert vollendete Schloss Rochebrune, eine vierflügelige Anlage mit Eckrundtürmen und allseitig umgeben von Wassergräben. Der südöstliche Flügel wurde im Jahr 1808 abgerissen, wodurch der Innenhof nach außen geöffnet wurde. Der Bau ist seit dem Jahr 1959 als Monument historique anerkannt.[3]
- Die kleine Kirche des ehemaligen Grammontenser-Priorats Étricor ist dem hl. Pardulf von Gueret geweiht; sie stammt aus der Zeit um 1160 und befindet sich ca. 4 km südöstlich des Ortes. Das Priorat wurde bereits im 16. Jahrhundert aufgelöst und in der Folge abgerissen. Das Kirchenschiff ist tonnengewölbt; die halbrunde Apsis verfügt über eine reizvolle Drei-Fenster-Stellung. Der Kirchenbau ist seit dem Jahr 1987 als Monument historique eingestuft.[4]